# Renieblas
Renieblas település Spanyolországban, Soria tartományban. Renieblas Alconaba, Velilla de la Sierra, Buitrago, Fuentelsaz de Soria, Los Villares de Soria, Almajano, Aldehuela de Periáñez és Candilichera községekkel határos. Lakosainak száma 110 fő (2024).

## Népesség
A település népessége az elmúlt években az alábbi módon változott:
| Lakosok száma | 126  | 121  | 112  | 114  | 106  | 102  | 106  | 104  | 109  | 110  |
|               | 2001 | 2004 | 2007 | 2009 | 2011 | 2015 | 2017 | 2019 | 2022 | 2024 |